# Costume Designers Guild Awards
El Gremio de Diseñadores de Vestuario (CDG) es una asociación profesional de vestuario de cine, televisión y teatro. La Sociedad fue fundada en Los Ángeles en 1953.

## Premio del Sindicato de Diseño de Vestuario
En 1999, se estableció el Premio del Sindicato de Diseñadores de Vestuario, que se otorga votando al mejor diseño de vestuario en el campo del cine y la televisión. El premio se presenta en 7 categorías principales.

### Categorías de premios
- Película:
  - Excelencia en Cine Contemporáneo
  - Excelencia en cine de época
  - Excelencia en cine de ciencia ficción/fantasía
- Televisión:
  - Excelencia en Televisión Contemporánea
  - Excelencia en Televisión de Época
  - Excelencia en televisión de ciencia ficción/fantasía
  - Excelencia en el diseño de formularios cortos
- Premios especiales:
  - Premio a la Trayectoria
- Premios adicionales:
  - Premio destacado
  - Premio al Colaborador Distinguido